# Estadio Nueva Condomina
Het Estadio Nueva Condomina of Estadio Enrique Roca de Murcia is een multi-functioneel sportstadion in Murcia, dat plaats biedt aan 31.179 toeschouwers. De vaste bespeler van het stadion is Real Murcia.
Het stadion werd officieel geopend op 11 oktober 2006 met een vriendschappelijke wedstrijd tussen Spanje en Argentinië. Voordien speelde de club in La Condomina, dat gebouwd werd in 1924 en 16.800 plaatsen had. Dankzij de bouw van het nieuwe stadion kunnen er nu bijna dubbel zoveel mensen de thuiswedstrijden van Real Murcia volgen.